# Saint-Aubin-de-Luigné

Saint-Aubin-de-Luigné este o comună în departamentul Maine-et-Loire, Franța. În 2009 avea o populație de 1,173 de locuitori.